# 福岡町江尻
福岡町江尻（ふくおかまちえじり）は、富山県高岡市の地名。郵便番号は939-0128。地名は荒又川と岸渡川の2つの河川が氾濫を繰り返していた頃、沼地（江）の尻に出来た村であることによると伝えられている。

## 歴史
近世は礪波郡糸岡郷、加賀藩に所属していた。
明治期には礪波郡→西礪波郡山王村に所属していた。大正初期までは大字江尻村と称し、礪波往来、戸出往来が交差し、山王村役場、小学校、農協、駐在所等の公共施設は集中した。1940年2月11日からは福岡町に編入され、2005年11月1日に高岡市に編入され、現在に至る。

## 鉄道
- 北陸新幹線

## 道路
- E41能越自動車道
- 富山県道48号福光福岡線
- 富山県道358号横越大滝線